# Pruniers-en-Sologne
Pruniers-en-Sologne – miejscowość i gmina we Francji, w Regionie Centralnym, w departamencie Loir-et-Cher.
Według danych na rok 1990 gminę zamieszkiwały 1992 osoby, a gęstość zaludnienia wynosiła 45 osób/km² (wśród 1842 gmin Centre, Pruniers-en-Sologne plasuje się na 197. miejscu pod względem liczby ludności, natomiast pod względem powierzchni na miejscu 129.).